# Johan Evelius
Johan Evelius, född 1733, död 1803, var en svensk jurist. Han var far till Jonas Evelius.
Evelius blev assessor i Svea hovrätt 1772, hovrättsråd 1788 och var sekreterare i Justitiedeputationen 1765—1766. Gustav III insatte honom 1789 i den nyinrättade Högsta domstolen, där han satt till sin död, som främste ledamot bland de ofrälse. Matthias Calonius betecknar i ett brev Evelius och en kollega till honom som "tvenne usla jabröder". Birger Wedberg lyckades inte få någon tydlig bild av hans person och gärning ur rättegångsprotokollen. Intrycket är att hans engagemang inte varit särskilt stort.